# Марія Анна Баварська (1734—1776)
Марія Анна Йозефа Августа Баварська (нім. Maria Anna Josepha Augusta von Bayern), (нар. 7 серпня 1734 — пом. 7 травня 1776) — герцогиня Баварська з династії Віттельсбахів, донька курфюрста Баварії та імператора Священної Римської імперії Карла VII та ерцгерцогині Австрійської Марії Амалії, дружина маркграфа Баден-Бадену Людвіга Георга. Після смерті чоловіка повернулася до Мюнхену та жила при дворі брата, займаючись дипломатією. Отримала прізвисько «Рятівниця Баварії». Перекладачка.

## Біографія
Марія Анна народилась 7 серпня 1734 року у палаці Німфенбург поблизу Мюнхена. Вона була шостою дитиною та четвертою донькою в родині курфюрста Баварії Карла Альбрехта та його дружини Марії Амалії Австрійської. Дівчинка мала старших сестер Марію Антонію та Терезу Бенедикту й брата Максиміліана Йозефа. Інші діти померли в ранньому віці до її народження. За кілька років сімейство поповнилося молодшою донькою Марією Йозефою.

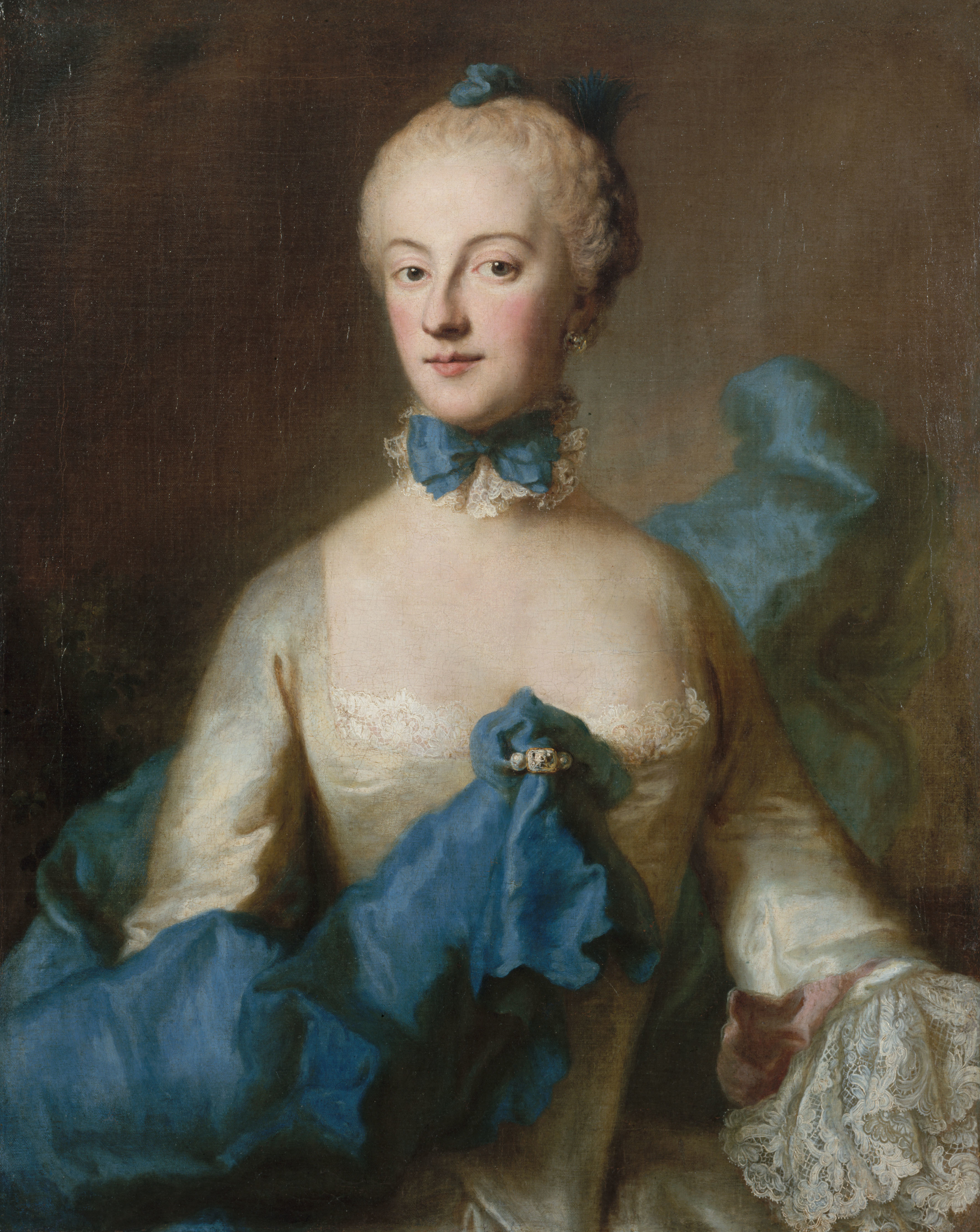
Портрет Марії Анни пензля Георга Десмареєса, близько 1750 року

Батька на початку 1740-х років обрали імператором Священної Римської імперії. Втім, у січні 1745 року він помер. Марії Анні на той час було 10 років. Матір більше не одружувалася.
У віці 20 років дівчина була видана заміж за удового 53-річного маркграфа Баден-Бадену Людвіга Георга. Перша дружина нареченого померла за півроку перед цим, залишивши йому дорослу доньку. Оскільки в Баден-Бадені діяв салічний закон, Георг Людвіг потребував спадкоємця чоловічої статі. Матір не примушувала Марію Анну зрекатися прав на трон, проте Марія Анна добровільно вирішила відмовитися від спадку, аби не погіршувати відносини з братом-курфюрстом. Вінчання пройшло 20 липня 1755 у Еттлінгені. З цього приводу в Бадені була викарбувана пам'ятна монета із портретом нової маркграфині на аверсі й гербом Баварсько-Баденського союзу на реверсі. Сподівання щодо спадкоємця виявилися марними, оскільки шлюб пари залишився бездітним.
У жовтні 1761 року маркграф помер, і Баден-Баден відійшов до протестантської гілки Церінгенів з Дурлаху. Після смерті чоловіка Марія Анна повернулася до Мюнхену. На батьківщині вона знайшла себе в дипломатії. Між іншим, встановила зв'язки з королем Пруссії Фрідріхом II, з метою захисту суверенітету Баварії, оскільки її брат-курфюрст також був бездітним. Дії Марії Анни сприяли тому, що після смерті Максиміліана III престол Баварії перейшов до Пфальц-Зульцбахів, молодшої гілки династії Виттельсбахів, а новим курфюрстом став її кузен Карл IV Теодор.
Також займалася перекладами. Разом із сестрою Марією Антонією та  Марією Анною у 1773 році переклала з французької на німецьку мову драму Луї-Себастьяна Мерсьє «L'Indigent».
Померла у віці 41 року у Мюнхені. Була похована у другій ниші крипти місцевої Театинеркірхе. Серце спочиває окремо у каплиці Благодаті в Альтеттінгу.

## Нагороди
- Орден Зіркового хреста (Священна Римська імперія).